# Parco eolico di Brazos

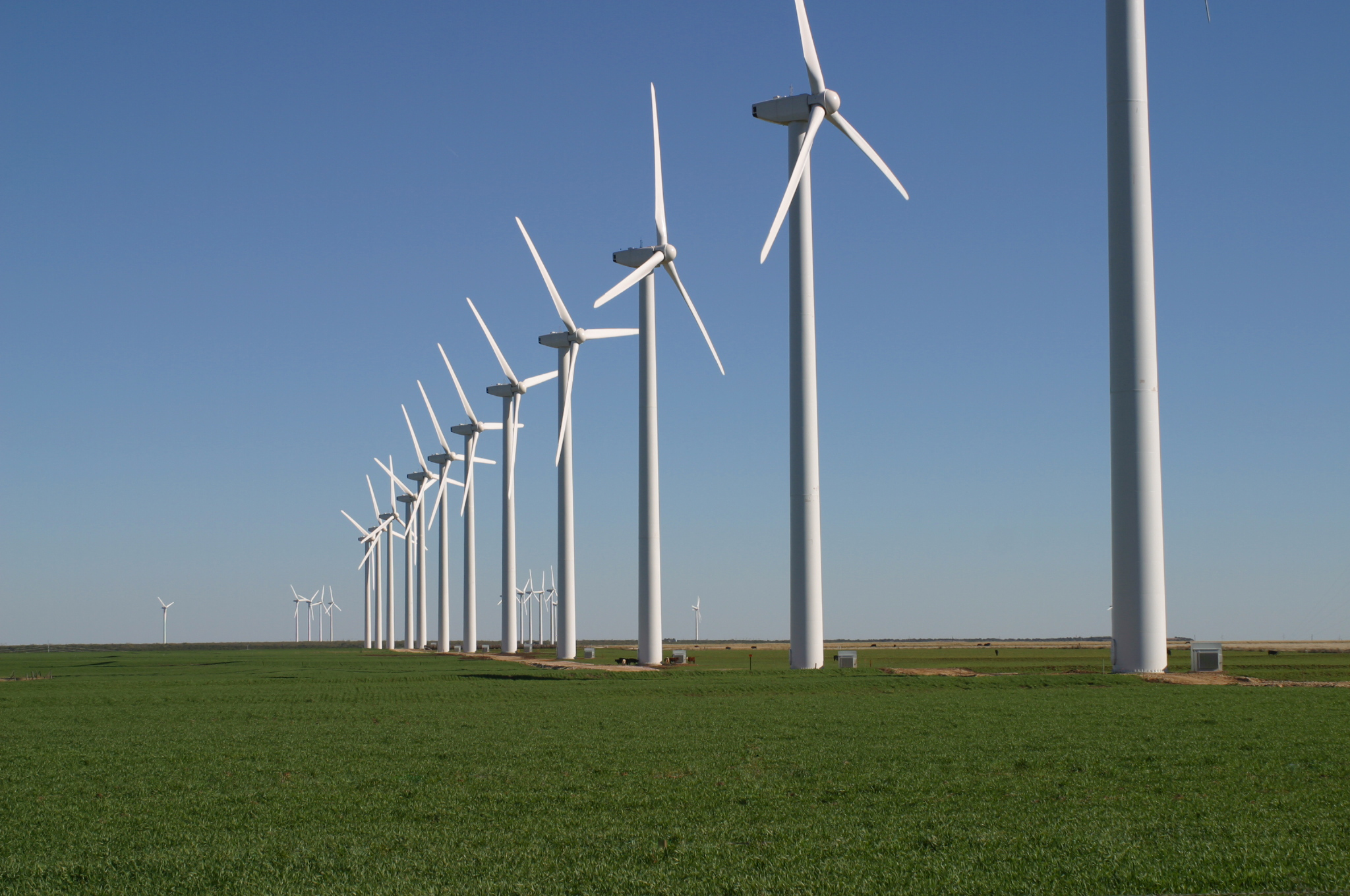
Alcune delle turbine del parco eolico di Brazos.

Il parco eolico di Brazos è un parco eolico del Texas, negli Stati Uniti.
Questa centrale si trova tra le contee di Borden e di Scurry; il complesso è composto da 160 turbine eoliche, ognuna delle quali da 1 megawatt (MW) di potenza. È gestito dalla Mitsubishi ed è stato completato a dicembre 2003. Il parco eolico di Brazos produce e vende l'energia ad un distributore locale, il TSU Energy: l'energia prodotta viene poi distribuita a circa 30 000 case del Texas.